# KT테크 테이크 LTE
KT테크 테이크 LTE(Take LTE)는 KT테크가 2012년 6월 17일에 출시한 스마트폰이다. KT테크의 스마트폰 중 최초로 LTE 통신 기술을 사용한다. 2012년 8월 KT테크의 휴대 전화 사업 중단 및 기업 해산 결정에 따라 KT테크에서 출시한 마지막 휴대 전화가 되었다. 차기작으로 테이크 LTE 2가 예정되어 있었으나 KT테크의 기업 해산 결정으로 취소되었다.
2013년 1월 23일 안드로이드 젤리빈 업데이트가 정식으로 공개되었다.